# رامي إمام
رامي عادل إمام  (25 نوفمبر 1974)، مخرج ومنتج مصري ومالك شركة ماجنوم للإنتاج والتوزيع الفني والسينمائي وهو نجل الممثل عادل إمام وشقيقه محمد إمام.

## حياته
تخرج من الجامعة الأمريكية في عام 1999 من قسم المسرح، وعمل في مجال الإخراج المسرحي، كما عمل مع والده الفنان عادل إمام كمخرج في مسرحية (بودي جارد)، بدأ في الإخراج السينمائي من خلال فيلم (أمير الظلام)، ثم واصل الإخراج للسينما والتليفزيون، فأخرج للسينما (غبي منه فيه، حسن ومرقص، بوحة)، وللتليفزيون(عايزة أتجوز، فرقة ناجي عطا الله، العراف).

## إخراج

### مسلسلات
- 2009: العيادة الجزء الثاني
- 2010: عايزة أتجوز
- 2012: فرقة ناجي عطا الله
- 2013: العراف
- 2014: صاحب السعادة [6]
- 2016: مأمون وشركاه
- 2017: عفاريت عدلي علام[7]
- 2018: عوالم خفية
- 2020: فلانتينو

### أفلام
- 1999: الواد محروس بتاع الوزير (عمل كمساعد مخرج)
- 2002: أمير الظلام
- 2004: غبي منه فيه
- 2005: بوحة
- 2006: 1/8 دستة أشرار
- 2008: حسن ومرقص
- 2008: كلاشنكوف

### مسرحيات
- 1999: بودي جارد

## تمثيل
- 1996: النوم في العسل.

## وصلات خارجية
- رامي إمام على موقع IMDb (الإنجليزية)
- رامي إمام على موقع الدهليز
- رامي إمام على موقع قاعدة بيانات الأفلام العربية
- رامي إمام على موقع قاعدة بيانات الفيلم (الإنجليزية)